# Gytis Masiulis
Gytis Masiulis (Kaunas, 10 aprile 1998) è un cestista lituano.
È il figlio dell'ex cestista e allenatore Tomas Masiulis.

## Palmarès
- Campionato lituano: 3

Žalgiris Kaunas: 2016-2017, 2017-2018
Rytas: 2023-2024
- Coppa di Lituania: 1

Žalgiris Kaunas: 2018